# Affreux, sales et méchants
Pour plus de détails, voir Fiche technique et Distribution.
Affreux, sales et méchants (Brutti, sporchi e cattivi) est un film italien réalisé par Ettore Scola, sorti en 1976. Le film traite de la banlieue romaine et de ses bidonvilles au début des années 1970, avec un humour féroce. La misère est pourtant impitoyablement racontée,sociale, morale et matérielle.
Lors de la 29e édition du festival de Cannes, il remporte le Prix de la mise en scène.

## Synopsis
Le film raconte la vie quotidienne d'une famille italienne du quart-monde, originaire de la région des Pouilles, dans un bidonville de Rome au début des années 1970.

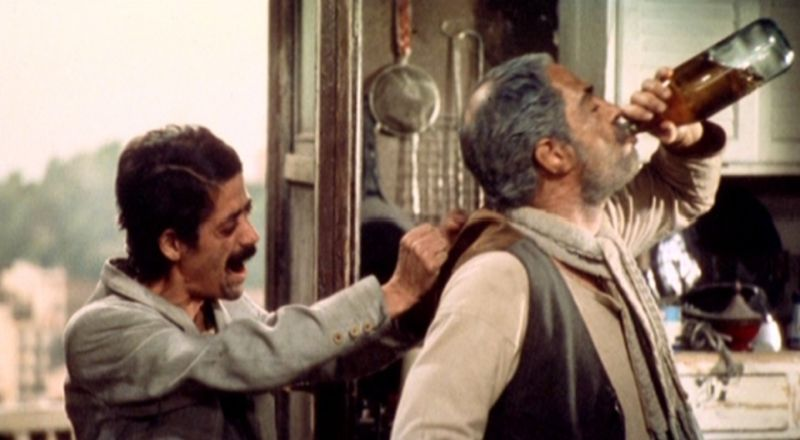

Une vingtaine de personnes — parents, enfants, leurs conjoints ou amants, petits-enfants et la grand-mère — s'entassent dans un sordide taudis, vivant de larcins et de prostitution, sous l'autorité tyrannique du patriarche borgne, Giacinto Mazzatella, avare et violent. Celui-ci possède une liasse d'un million de lires, reçues en indemnité pour avoir perdu l'usage d'un œil à la suite d'un accident du travail. Il est obsédé par la crainte qu'un de ses proches puisse lui dérober son magot.
C'est alors que Giacinto s'entiche d'une prostituée obèse. Il commence à dépenser son argent avec elle et l'invite même à venir habiter chez lui avec sa famille, ce qui attise évidemment la colère de son épouse. Celle-ci, pour laver l'affront, organise avec toute la famille l'assassinat du mari et père indigne.

## Fiche technique
- Titre original : Brutti, sporchi e cattivi
- Réalisation : Ettore Scola
- Scénario : Ruggero Maccari et Ettore Scola
- Dialogues : Sergio Citti (habituel collaborateur de Pier Paolo Pasolini[1])
- Musique : Armando Trovajoli
- Photographie : Dario Di Palma
- Montage : Raimondo Crociani
- Décors : Jean Robert Marquis
- Costumes : Danda Ortona
- Producteur : Carlo Ponti
- Maquillage : Francesco Freda
- Pays de production :  Italie
- Langue originale : italien
- Format : couleurs - son mono - 1,85:1 - 35 mm
- Durée : 115 minutes
- Dates de sortie :
  - France : 26 mai 1976 (Festival de Cannes) ; 15 décembre 1976 (sortie nationale)
  - Italie : 23 septembre 1976

## Distribution

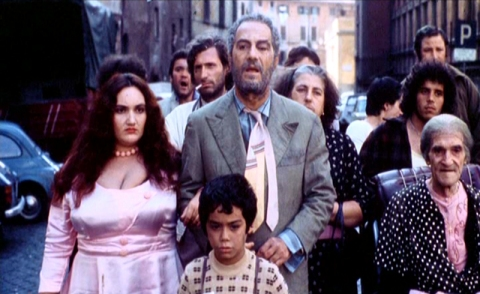
La famille Mazzatella allant à l'église pour faire baptiser le petit dernier

- Nino Manfredi (VF : Jacques Deschamps) : Giacinto Mazzatella
- Linda Moretti (VF : Lita Recio) : Matilde Mazzatella, l'épouse de Giacinto
- Francesco Annibaldi (VF : Yves Barsacq) : Domizio
- Ettore Garofolo (VF : Maurice Sarfati) : Camillo
- Franco Merli (VF : Marc François) : Fernando
- Maria Bosco (VF : Perrette Pradier) : Gaetana
- Maria Luisa Santella (VF : Madeleine Damien) : Cybèle (Iside en VO), la prostituée amoureuse de Giacinto
- Giselda Castrini (VF : Francine Lainé) : Lisette (Lisetta en VO)
- Alfredo D'Ippolito : Plinio
- Giancarlo Fanelli (VF : Jacques Ferrière) : Paris (Paride en VO)
- Marina Fasoli : Maria Libera, une nièce de Giacinto
- Marco Marsili : Vittoriano
- Luciano Pagliuca : Romolo
- Giuseppe Paravati : Tato
- Silvana Priori : la femme de Paride
- Giovanni Rovini (VF : Marie Francey) : Antonecchia, la grand-mère
- Adriana Russo (VF : Sylvie Feit) : Dora
- Mario Santella : Adolfo
- Marcella Battisti (VF : Madeleine Damien) : Marcella Celhoio
- Francesco Crescimone (VF : Edmond Bernard) : le commissaire
- Beryl Cunningham : la femme noire
- Silvia Ferluga (VF : Paula Dehelly) : la sorcière
- Zoe Incrocci (VF : Paula Dehelly) : la mère de Tommasina
- Franco Marino (VF : Henry Djanik) : Santandrea
- Marcella Michelangeli (VF : Francine Lainé) : l'employée de la Poste
- Clarisse Monaco : Tommasina
- Aristide Piersanti (VF : Edmond Bernard) : Cesaretto
- Assunta Stacconi (VF : Gisèle Préville) : Assunta Celhoio
- Ennio Antonelli : le traiteur

## Production

### Tournage
Le film fut presque entièrement tourné à Rome, dans le quartier de Monte Ciocci d'où l'on aperçoit la coupole de la basilique Saint-Pierre,. Cette zone fut véritablement occupée, jusqu'en 1977, par des taudis habités par des chômeurs et par des ouvriers travaillant dans les chantiers des quartiers voisins. Dans un premier temps, Ettore Scola comptait faire un documentaire sur ces bidonvilles et leurs habitants. Il décida plutôt d'aborder le sujet sous forme d'une comédie de fiction.
Le film devait débuter par une préface écrite et lue par Pier Paolo Pasolini, qui comptait y décrire la transformation du sous-prolétariat au contact de la société de consommation durant la période qui sépare ses films Accattone et Mamma Roma (réalisés en 1962) d'Affreux, sales et méchants. Pasolini fut assassiné avant d'avoir pu écrire cette préface.

### Montage
Dans la version éditée en DVD, le film est amputé d'une séquence assez sanguinolente de trois à quatre minutes montrant la famille réunie autour de la mère, en train de découper des abats (cœur, foie, poumons) de bœuf. C'est à ce moment-là que la famille prend la décision d'assassiner Giacinto. Ce passage existe en revanche dans le DVD édité par Carlotta Films en 2011.

### Musique
L'un des fils de Giacinto Mazzatella répète le Va, pensiero (Chœur des esclaves hébreux). Célèbre air d'opéra lyrique composé par le compositeur italien Giuseppe Verdi, de son opéra Nabucco de 1842.

## Distinctions
- Festival de Cannes 1976 :
  - Film de la sélection officielle, en compétition pour la Palme d'or
  - Prix de la mise en scène pour Ettore Scola[3]
- Syndicat national italien des critiques de film 1977 : nomination au Ruban d'argent du meilleur acteur pour Nino Manfredi.

## Accueil public
Bien que primé à Cannes, le film est à sa sortie en salles un échec commercial.